# Разведывательные корабли проекта 850-М
Океанографические исследовательские суда проекта 850М — серия советских и российских океанографических исследовательских судов. До 1977 года классифицировались как экспедиционные океанографические суда.

## Разведывательные корабли
В 1977 году 3 единицы: «Гавриил Сарычев», «Семён Челюскин», «Харитон Лаптев» переоборудованы в средние разведывательные корабли по проекту пр.850М.
Обладавшие водоизмещением в несколько тысяч тонн средние рзк проекта 850М имели неограниченную мореходность, большую автономность, а также отличные бытовые условия для экипажа. Дальность плавания позволяла находиться им в любом районе Мирового океана. Теперь при несении боевой службы в зоне разведки своего флота такие корабли имели возможность без дозаправки вместо возвращения в свой пункт базирования уйти на другой флот — автономность и дальность плавания обеспечивали решение такой задачи. Прекрасная кают-компания, вместительная столовая команды, каюты офицеров, кубрики, два пианино, сервизы, зелёные пуховые одеяла создавали уют на средних рзк проекта 850М, и они скорее напоминали небольшие лайнеры, чем военные корабли.

## Модернизации проекта
Проект 850А шифр «Рапан» — в Николаеве ССЗ им. 61 коммунара, для работы с плавучими гидрометеостанциями пр.1528.

## Представители проекта
| Название             | Дата закладки | Спуск на воду | Ввод в строй | Флот | Состояние |
| -------------------- | ------------- | ------------- | ------------ | ---- | --- |
| Николай Зубов        | 16.07.1962    | 30.05.1963    | 26.03.1964   | БФ   | В строю |
| Алексей Чириков      | 10.10.1963    | 08.04.1964    | 30.09.1964   | ТОФ  | В 1967 добавлена 2-я НРЛС «Дон». Списан в 1994 |
| Федор Литке          | 02.04.1964    | 01.08.1964    | 23.12.1964   | ТОФ  | Списан в 1996 |
| Василий Головнин     | 2.07.1964     | 31.10.1964    | 25.04.1965   | БФ   | Списан в 1994. С 02.1995 грузо-пассажирское судно «Святой Николай» ООО «ВСВ» (Украина), с 1999 пассажирское судно «Герои Севастополя» ЧП «Судостроение», слом в 10.2011                                                        |
| Гавриил Сарычев      | 11.08.1964    | 29.12.1964    | 30.06.1965   | ЧФ   | Списан в 1993 |
| Фаддей Беллинсгаузен | 06.02.1965    | 30.06.1965    | 29.11.1965   | ЧФ   | Списан в 1995. В 1995—2005 гг. использовался в качестве грузо-пассажирского судна «Омега». С октября 2005 года по 2012 год принадлежал Granada Logistics S.A., Anguilla и носил название «Omega-G». В 2012 разделан на металл. |
| Харитон Лаптев       | 29.03.1965    | 31.07.1965    | 26.12.1965   | СФ   | Списан в 1992 |
| Семён Дежнёв         | 01.06.1965    | 07.10.1965    | 21.05.1966   | СФ   | Списан в 2005 |
| Андрей Вилькицкий    | 09.10.1965    | 23.02.1966    | 30.07.1966   | БФ   | C 1995 — плавказарма «ПКЗ-4». Списан в 2009 |
| Семён Челюскин       | 05.01.1966    | 21.04.1966    | 31.10.1966   | ЧФ   | Списан в 1993 |
| Борис Давыдов        | 26.02.1966    | 29.06.1966    | 21.01.1967   | СФ   | Списан в 2005 |